# Czarne koło
Czarne koło (ros. Чёрный круг) – obraz olejny namalowany w 1915 przez rosyjskiego malarza suprematycznego Kazimierza Malewicza.

## Opis i interpretacja
W latach 1910–1919 Malewicz usunął ze swych obrazów wszelkie ślady figuratywizmu lub przedstawienia rzeczywistości na rzecz czystej abstrakcji. Obraz Czarne koło przedstawia monumentalny, idealny okrąg w czarnym kolorze na płaskim, białym tle. Jest to, razem z Czarnym kwadratem z 1915, jedno z jego najbardziej znanych wczesnych dzieł z tej serii, przedstawiających czyste figury geometryczne w kolorach podstawowych. Obraz był eksponowany w grudniu 1915 na wystawie 0.10 Ostatnia wystawa futurystyczna w Sankt Petersburgu wraz z jego 34 innymi dziełami abstrakcyjnymi. Wystawa zbiegła się z publikacją manifestu artysty „Od kubizmu do suprematyzmu” i stała się bezkompromisowym początkiem ruchu suprematycznego. Malewicz opisywał Czarne koło, wraz z podobnymi Czarnym kwadratem i Czarnym krzyżem (oba 1915), w kategoriach duchowych jako „nowe ikony” estetyki sztuki współczesnej, uważając, iż ich klarowność i prostota odzwierciedla tradycyjną rosyjską pobożność. W tych kategoriach jego sztuka i późniejsze idee wtórowały ideom bolszewików. Podczas gdy jego obrazy spotkały się z przychylnością intelektualistów, nie przemawiały jednak do zwykłego widza i w rezultacie Malewicz stracił uznanie władz. Był później prześladowany przez Stalina, który sam przejawiał nieufność w stosunku do całej sztuki nowoczesnej.
W swoim manifeście Malewicz opisywał obrazy jako „rozpaczliwą walkę o uwolnienie sztuki od balastu świata obiektywnego” koncentrując się jedynie na czystej formie. Próbował malować obrazy, które mogłyby być zrozumiane przez wszystkich, zachowując jednocześnie oddziaływanie emocjonalne porównywalne z dziełami religijnymi. W 1990 krytyk sztuki Michael Brenson recenzując retrospektywną wystawę prac Malewicza w National Gallery of Art zauważył, iż:
Jedynym stałym elementem w suprematyzmie Malewicza jest białe tło. Jest ono całkowicie bezinteresowne, a anonimowo nawet wyraźniejsze. Jest to gęsta pustka, lub pełna próżnia. Jest ono nastrojowe nawet jeśli ma niewiele aury i nie przywodzi na myśl nieba. Nie spowija ani nie zgniata prostokątów, okręgów i linii. Jest gotowe i dostępne, ale nie przezroczyste. Nie jest ani otwarte ani zamknięte, ale jednym i drugim jednocześnie. Niektóre białe figury tulą się w nim. Większość figur przylega do niego. Nic nie jest uwięzione. Wszystko wydaje się być nadal swobodne. Figura i biel są różne, ale nigdy nie kolidują ze sobą.
W 1924 obraz Czarne koło wraz z Czarnym kwadratem i Czarnym krzyżem zostały wystawione na 14. Biennale w Wenecji. Prace Malewicza z tego okresu wywarły istotny wpływ na sztukę XX w., a szczególnie na fotografię lat 20. I 30. oraz na ruch Op-art z lat 60.
Malewicz został pochowany w trumnie, którą jego były uczeń Nikołaj Suetin udekorował czarnym kwadratem (u wezgłowia) i czarnym kołem (u stóp).

## Galeria

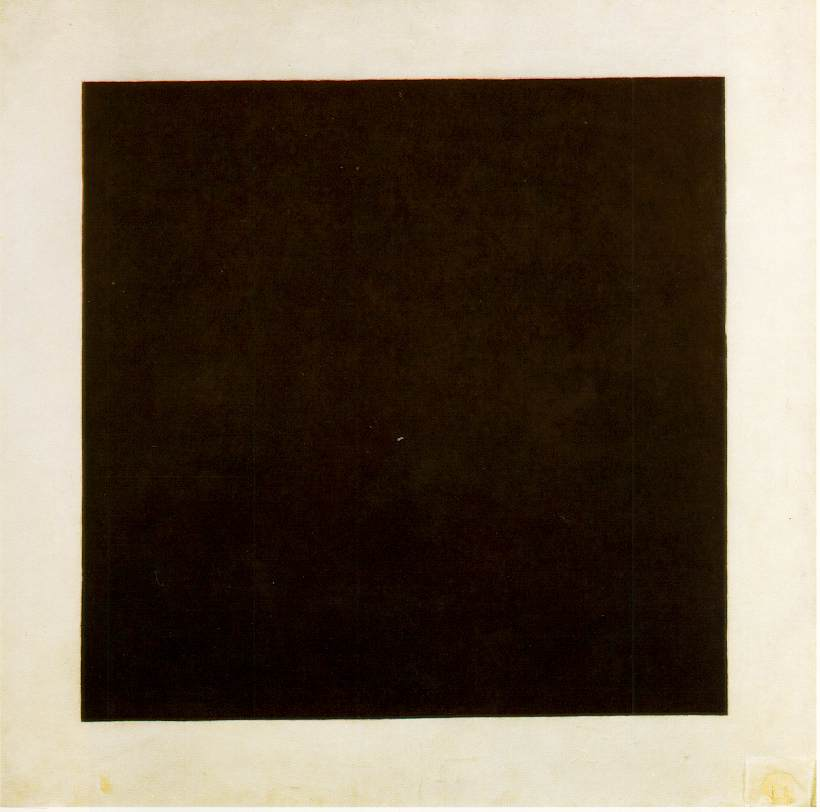
Czarny kwadrat, 1915, olej na płótnie, Muzeum Rosyjskie, Sankt Petersburg
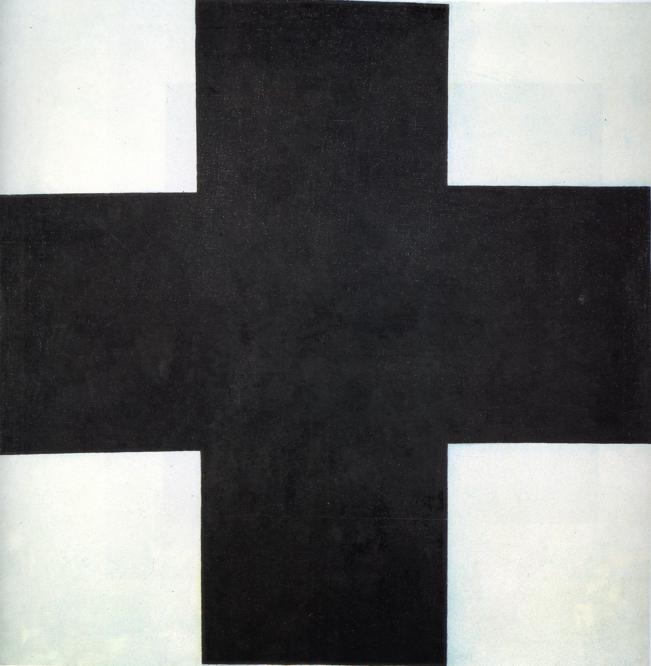
Czarny krzyż, ok. 1920-23, olej na płótnie, Muzeum Rosyjskie, Sankt Petersburg
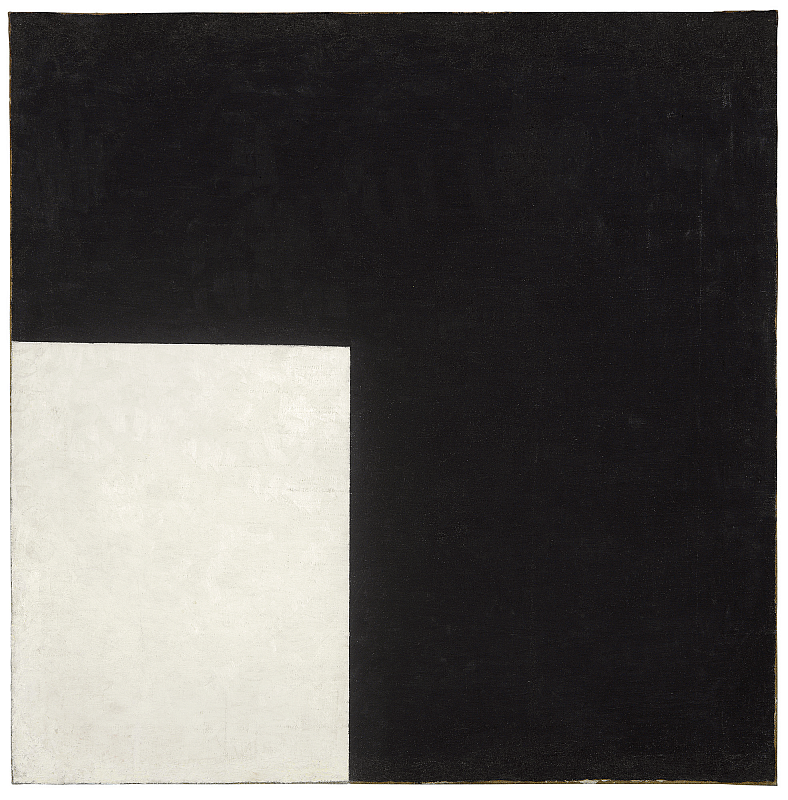
Czarne i białe. Kompozycja suprematyczna, 1915, olej na płótnie, Moderna Museet, Sztokholm